# Carlo Ruini

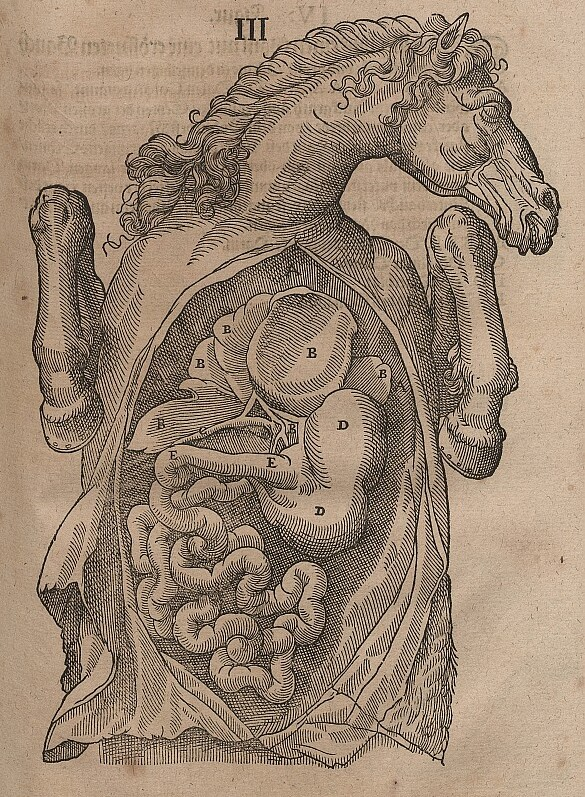
Carlo Ruini, Anatomia del Cavallo (ital.: „Anatomie des Pferdes“)

Carlo Ruini (* 1530 in Bologna; † 1598) war Autor eines der bedeutendsten veterinärmedizinischen Werke des 16. Jahrhunderts, der 1598 drei Monate nach seinem Tod erstmals erschienenen Anatomia del Cavallo (Anatomie des Pferdes).
Ruini war Senator von Bologna und Spross einer angesehenen Familie der Stadt. Er besuchte weder die angesehene Universität Bologna, noch genoss er eine medizinische oder anatomische Ausbildung; ob er eine künstlerische Ausbildung genoss, ist unbekannt.
Das Werk gilt als Meilenstein in der Veterinäranatomie und im besonderen der Pferdeheilkunde, das stark durch die Werke Andreas Vesalius beeinflusst war und erst in der zweiten Hälfte des 18. Jahrhunderts übertroffen wurde. Dennoch war der direkte Einfluss auf die zeitgenössische veterinärmedizinische Praxis gering, die Wirkung auf die Fachliteratur beschränkte sich lange auf oft qualitativ schlechte Plagiate und Kopien, erst durch zahlreiche Übersetzungen und Nachdrucke bis ins 18. Jahrhundert konnte sich das Werk langsam durchsetzen.